# Mariano Benlliure
Mariano Benlliure y Gil (Valencia, 8 settembre 1862 – Madrid, 8 novembre 1947) è stato uno scultore spagnolo autore di molti monumenti pubblici e sculture di argomento religioso in uno stile eroico e realistico.

## Biografia
Nacque ne El Grau quartiere di Valencia. Le sue prime sculture, che avevano per soggetto la tauromachia, vennero realizzate in cera e poi fuse in bronzo. All'età di 13 anni espose un modello in cera di un picador all'Exposición Nacional de Bellas Artes del 1876. Seguendo l'idea di diventare un pittore, si recò a Parigi a spese del suo maestro Francisco Domingo Marqués. Un viaggio a Roma nel 1879, che gli consentì di vedere per la prima persona le sculture di Michelangelo, lo convinse a essere uno scultore. Nel 1887 si stabilì definitivamente a Madrid, dove nella Exposición Nacional di quell'anno il suo ritratto scultoreo del pittore Ribera gli fece vincere il primo premio.
Lo stile di Benlliure è caratterizzato da un dettagliato naturalismo legato a una spontaneità impressionista. I suoi busti e ritratti pubblici sono numerosi e comprendono:
- Tomba di Práxedes Mateo Sagasta nel Pantheon degli uomini illustri di Madrid
- Monumento a José de San Martín, Lima
- Memoriale in bronzo a Maria Cristina di Borbone-Due Sicilie, Madrid
- Statua equestre in bronzo di Alfonso XII di Spagna, nel parco del Retiro, in un memorial progettato dall'architetto José Grases Riera

La sua effigie è stata inserita nella banconota di 500 pesetas negli anni 1950, con la scultura "Sepulchro" di Gayarre a Roncal sul retro della banconota.
I suoi fratelli José e Juan furono pittori così come suo figlio José.

## Alcune opere

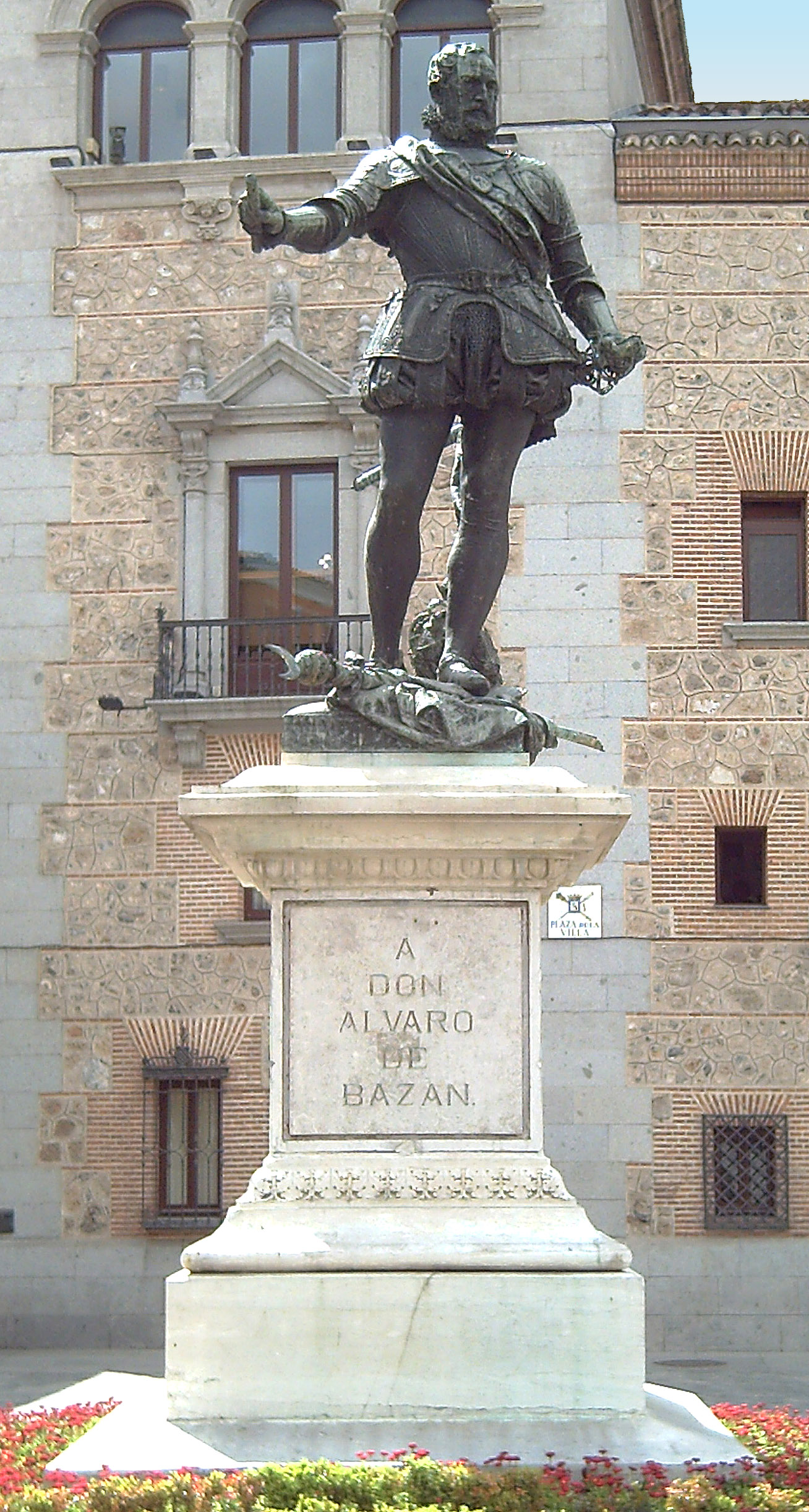
Monumento ad Álvaro de Bazán, 1891 (Madrid)
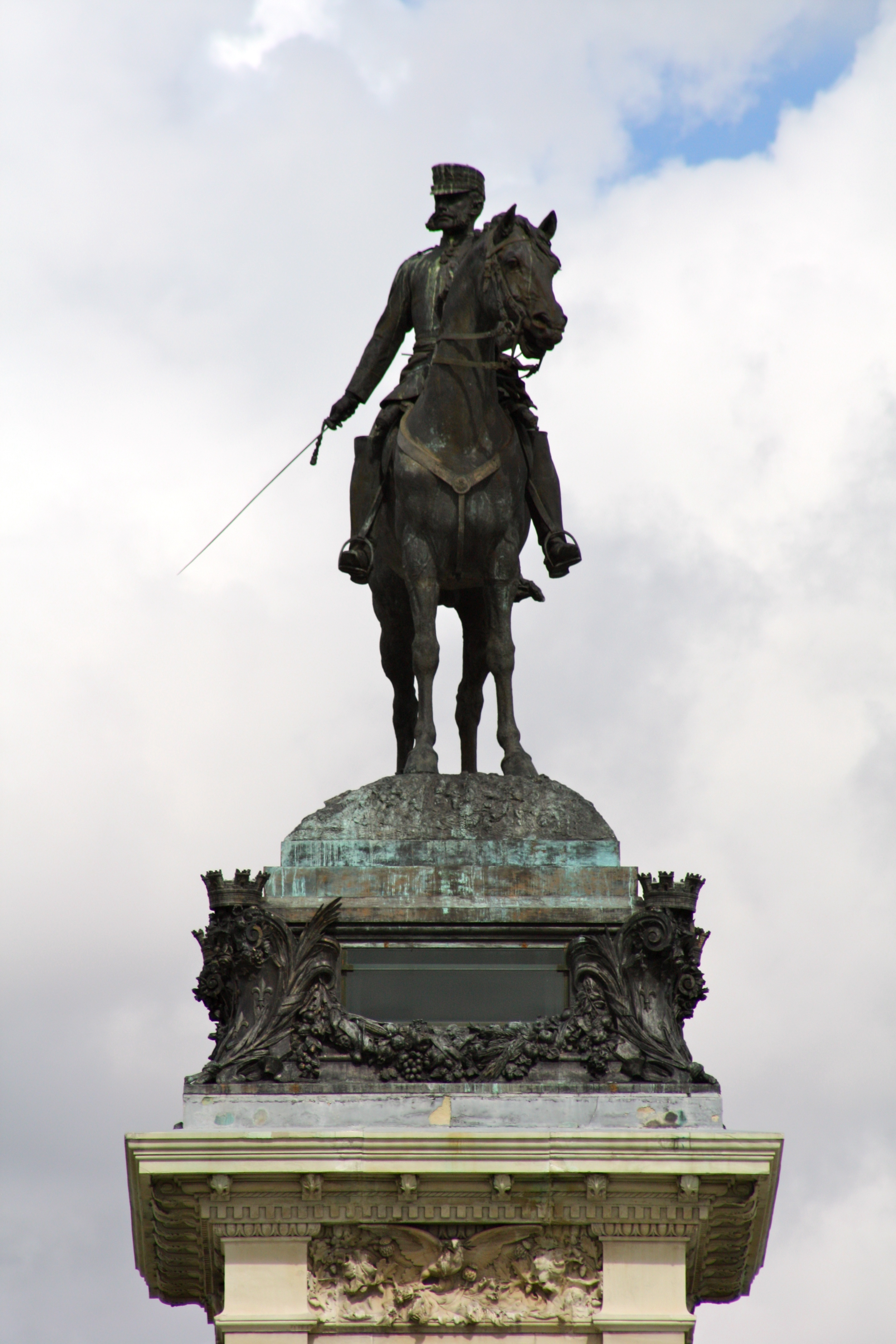
Statua equestre di Alfonso XII di Spagna, 1928 (Madrid)
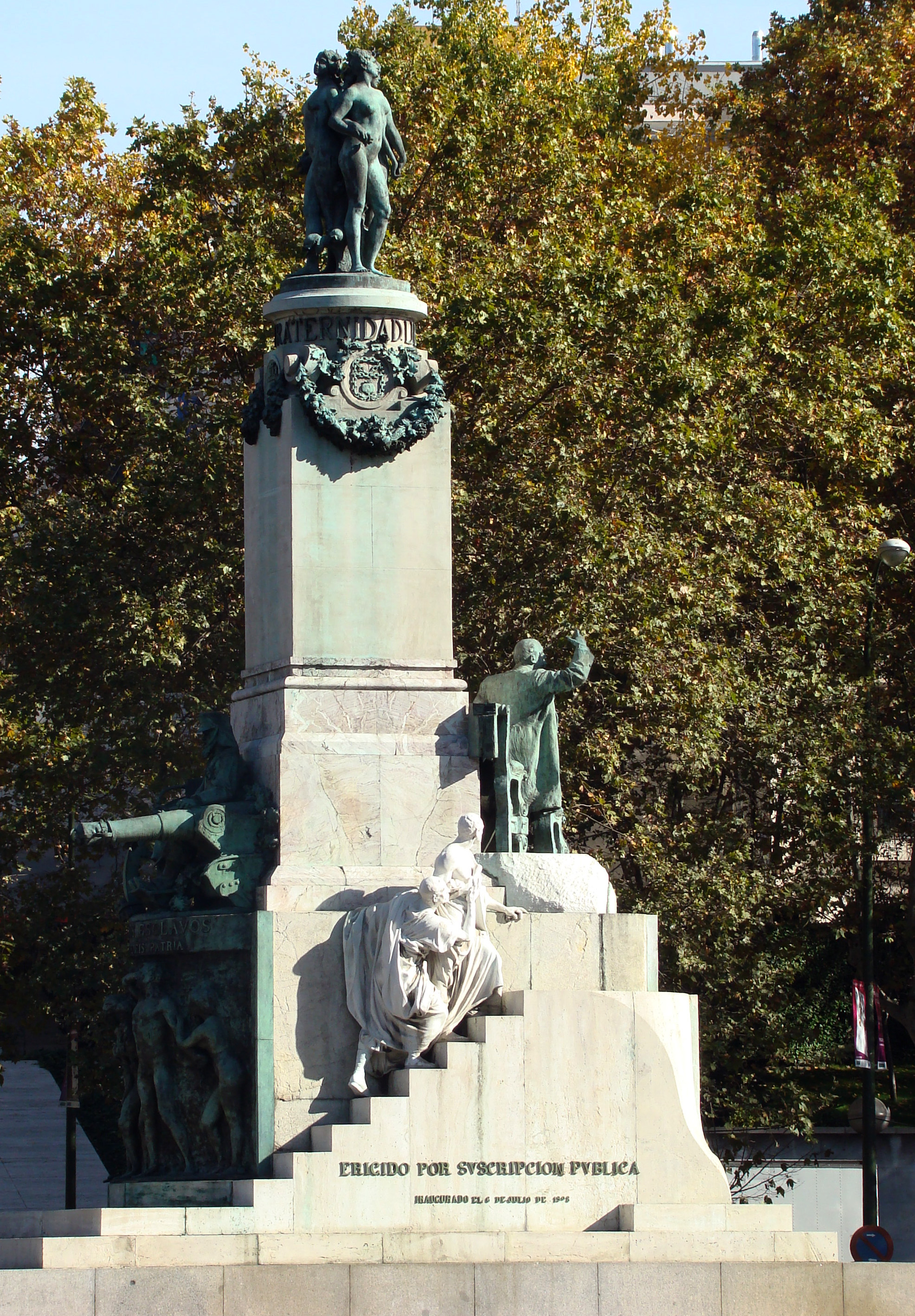
Monumento a Emilio Castelar, 1908 (Madrid)
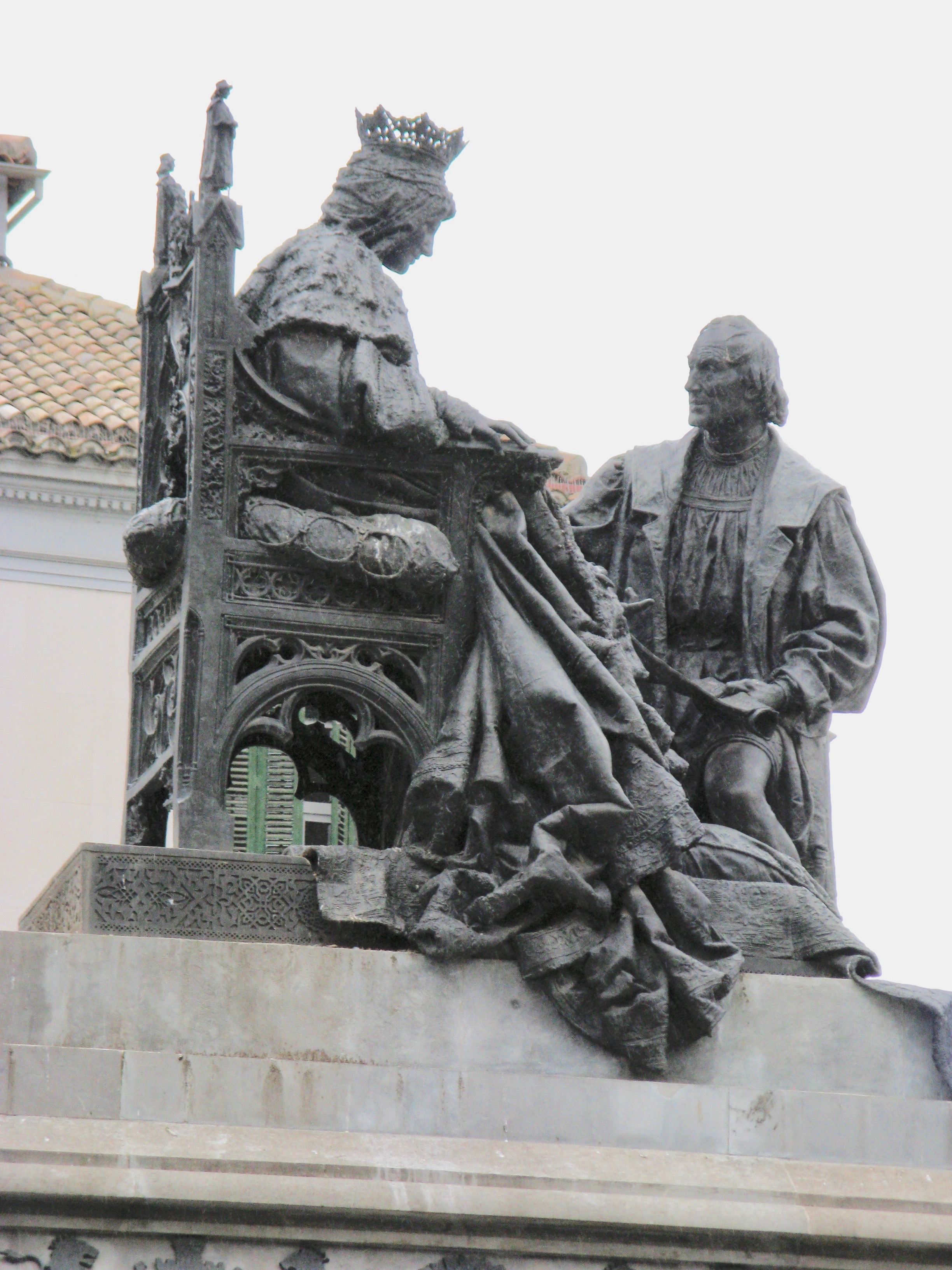
Monumento alla regina Isabella di Castiglia e Cristoforo Colombo (Granada)